# Банкер Хил (Илиноис)
Банкер Хил (енгл. Bunker Hill) град је у америчкој савезној држави Илиноис. По попису становништва из 2010. у њему је живело 1.774 становника.

## Демографија
Према попису становништва из 2010. у граду је живело 1.774 становника, што је 27 (1,5%) становника мање него 2000. године.
| Група             | 2000.         | 2010.         |
| Белци             | 1.748 (97,1%) | 1.711 (96,4%) |
| Афроамериканци    | 22 (1,2%)     | 30 (1,7%)     |
| Азијати           | 2 (0,1%)      | 3 (0,2%)      |
| Хиспаноамериканци | 13 (0,7%)     | 14 (0,8%)     |
| Укупно            | 1.801         | 1.774         |